# Västra Örträsk
Västra Örträsk is een plaats in de gemeente Lycksele in het landschap Lapland en de provincie Västerbottens län in Zweden. De plaats heeft 68 inwoners (2005) en een oppervlakte van 49 hectare. De plaats ligt aan het meer Örträsksjön, aan de overzijde van dit meer ligt de plaats Östra Örträsk.

## Verkeer en vervoer
Bij de plaats loopt de Länsväg 353.